# 1606
Реформація •  Епоха великих географічних відкриттів •  Ганза •  Нідерландська революція •  Річ Посполита •  Запорозька Січ

## Геополітична ситуація
Османську імперію очолює Ахмед I (до 1617). Під владою османського султана перебувають Близький Схід та Єгипет, Середземноморське узбережжя Північної Африки, частина Закавказзя, значні території в Європі: Греція, Болгарія та Сербія. Васалами османів є Волощина, Молдова й Трансильванія й Кримське ханство.
Священна Римська імперія — наймогутніша держава Європи. Її територія охоплює, крім німецьких земель, Угорщину з Хорватією, Богемію, Північну Італію. Її імператором є Рудольф II з родини Габсбургів (до 1612).
Габсбург Філіп III Благочестивий є королем Іспанії (до 1621) та Португалії. Йому належать Іспанські Нідерланди, південь Італії, Нова Іспанія та Нова Кастилія в Америці, Філіппіни. Португалія, попри правління іспанського короля, залишається незалежною. Вона має володіння в Бразилії, в Африці, в Індії, на Цейлоні, в Індійському океані й Індонезії.
Північ Нідерландів займає Республіка Об'єднаних провінцій. Король Франції — Генріх Наваррський. Королем Англії є Яків I Стюарт (до 1625). Король Данії та Норвегії — Кристіан IV Данський (до 1648), Швеції — Карл IX Ваза (до 1611). На Апеннінському півострові незалежні Венеціанська республіка та Папська область.
Королем Речі Посполитої, якій належать українські землі, є Сигізмунд III Ваза (до 1632). На півдні України існує Запорозька Січ.
Царем Московії став Василь IV Шуйський (до 1610). Існують Кримське ханство, Ногайська орда.
Шахом Ірану є сефевід Аббас I Великий (до 1629).
Значними державами Індостану є Імперія Великих Моголів, Біджапурський султанат, султанат Голконда, Віджаянагара. У Китаї править династія Мін. У Японії почався період Едо.

## Події

### В Україні
- Козацькі сили на морі поруйнували Варну, розбили османський флот під Очаковом, після того вчергове здобули Євпаторію.

### У світі
- Смутний час у Московщині:

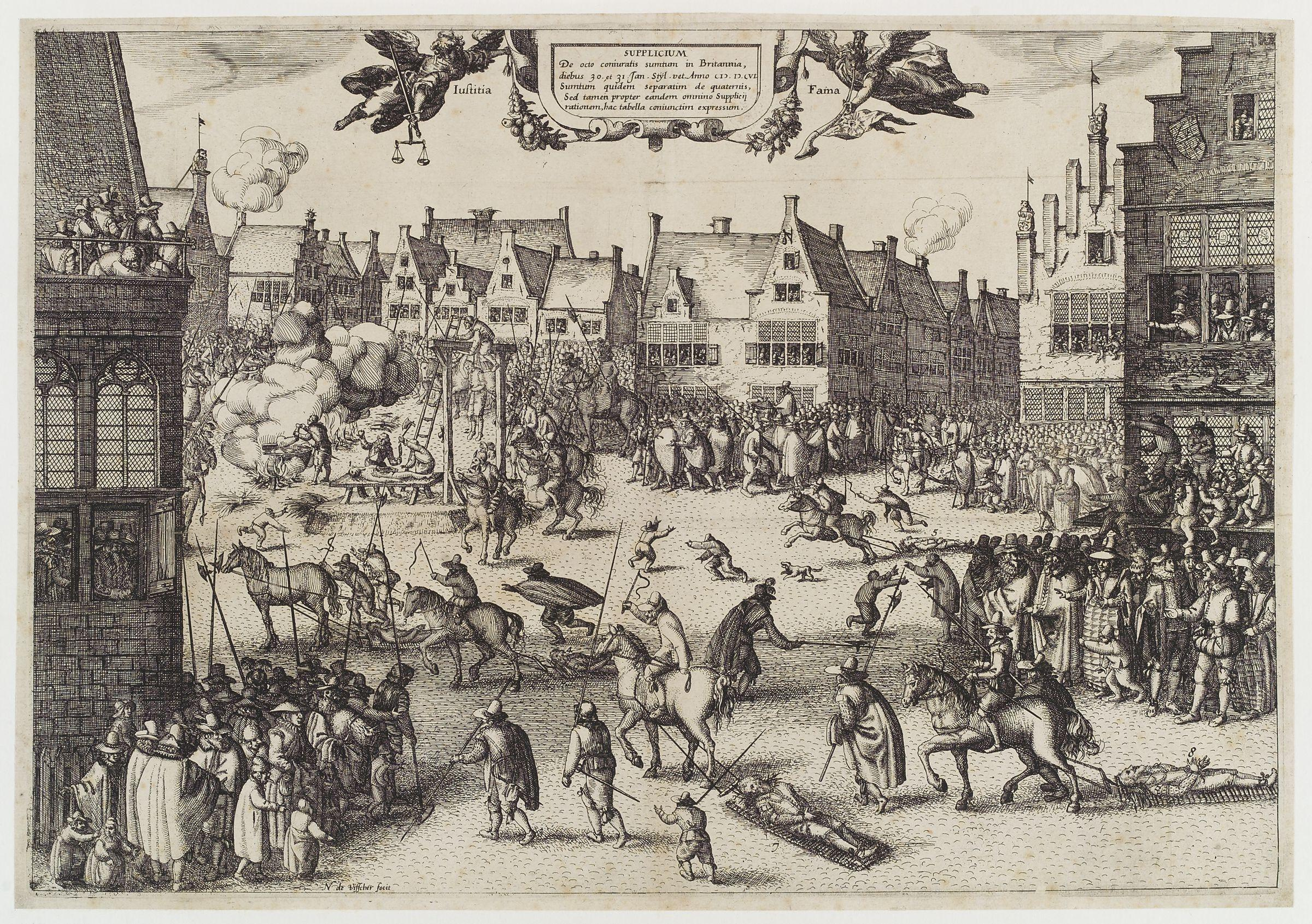
Страта Гая Фокса.

  - 27 травня у Москві боярами, очолюваними Василем Шуйським, вбито самозваного царя з 1605 року Лжедмитрія I.
  - 29 травня, через два дні після вбивства Лжедмитрія I російським царем обрано організатора змови проти самозванця Василя Шуйського.
  - 11 червня думний боярин Василь Іванович Шуйський зійшов на московський престол під іменем Василя IV.
  - Почалося повстання Болотнікова.
- Укладено Житваторокський мир між Австрією та Османською імперією.
- 31 січня у Вестмінстері (Лондон), не очікуючи виконання смертного вироку, учасник Порохової змови Гай Фокс покінчив життя самогубством.
- 12 квітня за наказом англійського короля Якова I, котрий одночасно був і королем Шотландії Яковом VI, у Великій Британії введено новий прапор, названий пізніше «Юніон Джек».
- 27 липня у Пор-Руаялі засновано першу в Канаді постійну французьку колонію.
- Іспанський мореплавець Луїс Ваес де Торрес першим із європейців проплив Торресовою протокою між Новою Гвінеєю та Австралією.
- Педро Фернандес де Кірос відкрив низку островів у Тихому океані.
- Падишах імперії Великих моголів Джахангір придушив заколот свого сина Хусрава. Сина він помилував, а його прихильника гуру сикхів Арджан Дева стратив.

## Культура
- У Лондоні, можливо, відбулася перша постановка п'єси Шекспіра «Макбет».

## Народились
- 15 липня — Гарменс Рембрандт ван Рейн, фламандський живописець